# Revolución, San Andrés Tuxtla
Revolución är en ort i Mexiko.   Den ligger i kommunen San Andrés Tuxtla och delstaten Veracruz, i den sydöstra delen av landet, 400 km öster om huvudstaden Mexico City. Revolución ligger 11 meter över havet och antalet invånare är 148.
Terrängen runt Revolución är huvudsakligen kuperad, men åt nordväst är den platt. Havet är nära Revolución åt nordost. Runt Revolución är det ganska tätbefolkat, med 139 invånare per kvadratkilometer. Närmaste större samhälle är Salinas Roca Partida, 14,7 km väster om Revolución. Omgivningarna runt Revolución är en mosaik av jordbruksmark och naturlig växtlighet.